# Hans-Peter Welz
Hans-Peter Welz (* 8. Jänner 1976 in Kufstein, Tirol, Österreich) ist ein österreichischer Bobanschieber und ehemaliger Leichtathlet.
Hans-Peter Welz war seit 1993 aktiver Leichtathlet, dabei in erster Linie Sprinter über 100 und 200 Meter und übernahm 2005 den Posten des Anschiebers beim österreichischen Bobpiloten Wolfgang Stampfer.
Der Kufsteiner ist vielfacher Tiroler Meister über 100, 200, 400, 4-mal-100-Meter-Staffel und im Weitsprung, sowie zweifacher Staatsmeister über 200 Meter. Seine Bestzeit liegt bei 10,51 s über 100 Meter und 21,02 s über 200 Meter.
Beste Platzierungen waren ein siebter Platz bei den Leichtathletik-Hallenweltmeisterschaften Maebashi 1999 in der 4-mal-400-Meter-Staffel und ein zwölfter Platz bei den U23-Europameisterschaften über 200 Meter. Welz hatte mehrere Europacupeinsätze über 100, 200 und 4 mal 100 Meter.
Seine besten Platzierungen im Bob-Weltcup waren der sechste Platz in Altenberg 2000 im Viererbob und einige weitere Top-10-Platzierungen sowie ein 13. Platz bei den Olympischen Winterspielen 2006 in Turin ebenfalls im Viererbob.
Welz arbeitet als Versicherungsvertreter bei der Tiroler Versicherung und hat eine Tochter.